# Chuquibambilla
Chuquibambilla é uma cidade do Peru, capital da Província de Grau e do distrito de Chuquibambilla, na região de Apurímac.